# Isostola divisa
Isostola divisa är en fjärilsart som beskrevs av Walker 1854. Isostola divisa ingår i släktet Isostola och familjen björnspinnare. Inga underarter finns listade i Catalogue of Life.